# Ex voto (album)
| Recensione       | Giudizio |
| ---------------- | -------- |
| Rockol           |          |
| RecensiamoMusica |          |

Ex voto è il primo album in studio del cantante italiano Aiello, pubblicato il 27 settembre 2019 per l'etichetta RCA Records.

## Tracce
Testi e musiche di Antonio Aiello.
1. La mia ultima storia – 3:21
2. Arsenico – 3:00
3. Il cielo di Roma – 3:15
4. Sushi (feat. Tormento) – 3:02
5. C'è un tempo – 3:22
6. La doccia del 25 – 2:33
7. Quel cane – 3:19
8. Festa – 2:40
9. Outro (rewind) – 3:42

## Classifiche
| Classifica (2019) | Posizione massima |
| ----------------- | ----------------- |
| Italia            | 19                |